# Хелен Кайзер
Хелен Кайзер (на немски: Helen Keiser) е швейцарска художничка, фотограф и писателка на произведения в жанра пътепис. В периода 1950 – 1990 г. обиколя всички арабски страни и придобива репутацията на един от най-задълбочените познавачи на региона.

## Биография и творчество
Хелен Кайзер е родена на 27 август 1926 г. в Цуг, Швейцария, в учителско семейство. Баща ѝ от малка я води на планински турове и речни пътувания. От малка има влечение към писането и се интересува от изкуство, история и археология. Учи в Школата по приложни изкуства в Цюрих. Има различни стажове като графичен дизайнер и декоратор в Цюрих, Женева и Санкт Гален.
В периода 1948 – 1949 г. прави първото си учебно пътуване в Италия, Франция, Испания и Северна Африка. През 1951 г. прави ветроходно пътуване до Корсика. През 1952 г. прави с „Ecole du Louvre“ учебно пътуване за проучване на културата и историята на източното Средиземноморие – Гърция, Турция, Ливан и Сирия. Този контакт с Ориента е определящ за нейната бъдеща творческа дейност. През 1954 г. прави с приятел дълго пътуване в продължение на 12 месеца по стъпките на Свен Хедин до Ливан, Сирия, Ирак, Иран, Пакистан, Афганистан, Индия и Шри Ланка. След него пише първите си журналистически публикации с описания и уникални снимки.
През 1956 г. прави първото си соло пътуване в Мароко. През 1957 г. излиза книгата ѝ „Salaam. Bordbuch einer Orientfahrt“ (Салаам. Дневник на едно пътуване в Ориента), в която описва видяното и преживяванията си. След публикацията започва свободна практика и се посвещава на писателската си кариера.
В следващите години пътува много в Ливан, Сирия и Ирак. Посещава археолозите и техните разкопки на Ур, Урук, Нипур и Вавилон, пише и рисува. В Ориента ѝ оказват помощ и гостоприемство. Преживява пясъчни бури, суша и нападения, запознава се с ежедневието на жените и момичетата, печели приятелството и доверието на бедуините.
През 1959 г. е на езиково обучение в Дамаск, а след това в продължение на няколко месеца е в Йордания, където посещава руините на Петра на набатейците. Там се запознава и с проблема за Палестина, както и със задълбочаването му след Шестдневната война от 1967 г. Отразява това в книгата си от 1971 г. „Не преминавайте в Йордания. Съдбата на Палестина“.
От 1962 г. през следващите 26 години изнася два пъти годишно лекции в Германия, Австрия и Швейцария. Пише есета за историята, археологията и обичаите на Ориента, които се публикуват в различни списания. Прави и първите си самостоятелни изложби като художник.
През 60-те и 70-те продължава да пътува в Северен Йемен, Хадрамаут, в Саудитска Арабия, където е гост на крал Фейсал, в Ирак (в Месопотамия, където участва в разкопки), в Йордания, Израел, Кувейт, Оман, Египет и Сирия.
По време на своята дейност пледира страстно и неуморно за разбиране и уважение между Изтока и Запада. През 1983 г. получава награда от Кантон Цуг за приноса ѝ в Международното разбирателство.
През 2002 г. Етноложкият музей на Университета в Цюрих приема част от фотографската ѝ колекция. През 2007 г. посещава България.
Хелен Кайзер умира на 20 декември 2013 г. в Цуг.

## Произведения
- Salaam. Bordbuch einer Orientfahrt (1958)
- Vagabund im Morgenland (1961)
- Sie kamen aus der Wüste. Mit Beduinen auf den Spuren der alten Nabatäer. Erlebnisse und Entdeckungen in Petra (1964)
- Die Stadt der Grossen Göttin. 4000 Jahre Uruk. Mit Archäologen zwischen Euphrat und Tigris (1967)
- Arabia. Die Länder der arabischen Halbinsel (1971)
- Geh nicht über den Jordan. Schicksal Palästina (1971)
- Die kleine Beduinenfrau. Wege zwischen Wüste und Paradies (1975)
- Abenteuer schwarzes Gold. Erlebnisse und Begegnungen in Saudi Arabien (1977)
- Die Söhne Nabayots. Beduinen, Forscher und Abenteurer in der Felsenstadt Petra (1977)
- Suche nach Sindbad. Das Weihrauchland Oman und die altsüdarabischen Kulturen (1979)
- Ruf des Muezzin. Eine schwierige Liebe zwischen Orient und Okzident (1981)
Зовът на мюезина: Трудната любов между Европа и Ориента, изд. „Св. Климент Охридски“ (2007), прев. Ренета Килева-Стаменова
- Sohn der Beduinin (1983)
- Wolken über Korsika. Memoiren eines Eseltreibers (1986)
Облаци над Корсика: Мемоарите на един ездач на магаре, изд.: „Пигмалион“, София (2002), прев. Таня Калчева-Шмид
- Die Oase (1995)
- Der blaue Esel. Eine Bildergeschichte aus der Wüste (1997)
- Salaam. Verschwundenes Arabien (2002)